# قائمة مراكز التسوق في تونس
تحتوي هذه المقالة على قائمة مراكز التسوق في تونس.
| مركز التسوق | المدينة      | الافتتاح | عدد المحال | المساحة          | الصورة |
| ----------- | ------------ | -------- | ---------- | ---------------- | ------ |
| تونيزيا مول | تونس العاصمة | 2015     | 130        | 65 ألف متر مربع  |        |
| بورقو مول   | جربة         | 2018     | 50         | 20 ألف متر مربع  |        |
| أزور سيتي   | تونس العاصمة | 2019     | 100        | 45 ألف متر مربع  |        |
| مول سوسة    | سوسة         | 2019     | 120        | 130 ألف متر مربع |        |
| مول صفاقس   | صفاقس        | 2023     | 130        | 80 ألف متر مربع  |        |